# Альфамбра
Альфамбра (ісп. Alfambra) — муніципалітет в Іспанії, у складі автономної спільноти Арагон, у провінції Теруель. Населення — 676 осіб (2010).
Муніципалітет розташований на відстані близько 230 км на схід від Мадрида, 23 км на північ від міста Теруель.

## Демографія
Динаміка населення (INE ):

## Галерея зображень

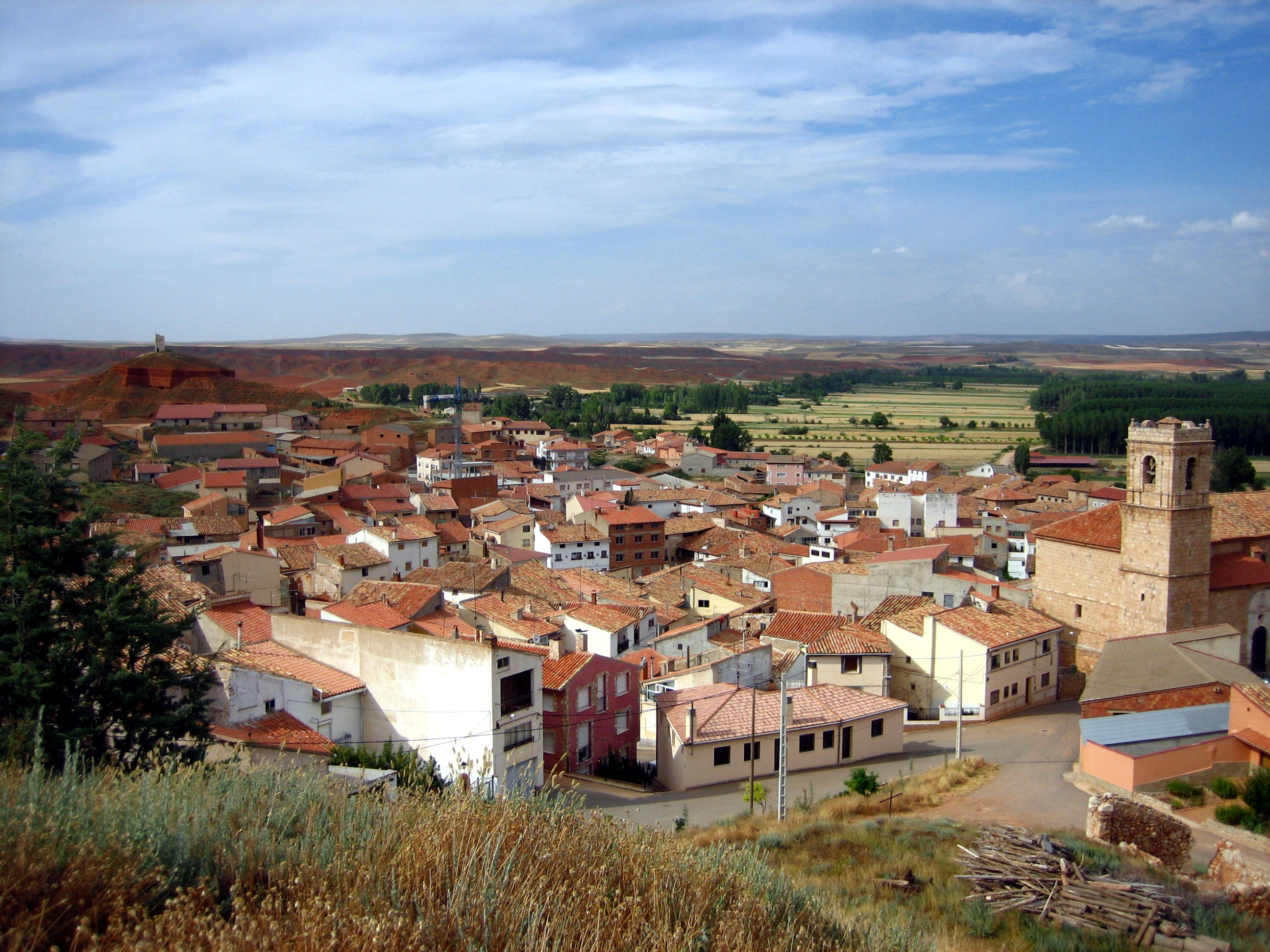
Альфамбра